# 布雷特维尔圣洛朗
布雷特维尔圣洛朗（法語：Bretteville-Saint-Laurent，法語發音：[bʁɛtvil sɛ̃ loʁɑ̃]）是法国滨海塞纳省的一个市镇，属于鲁昂区。

## 地理
布雷特维尔圣洛朗（49°45'47"N, 0°52'29"E）面积3.97 平方千米，位于法国诺曼底大区滨海塞纳省，该省份为法国北部沿海省份，其西部及北部濒大西洋英吉利海峡，东起顺时针与索姆省、瓦兹省、厄尔省和卡爾瓦多斯省接壤。
与布雷特维尔圣洛朗接壤的市镇（或旧市镇、城区）包括：布拉姆托、康维尔双教堂村、戈讷托、勒维尔、科地区圣洛朗、科地区托克维尔。

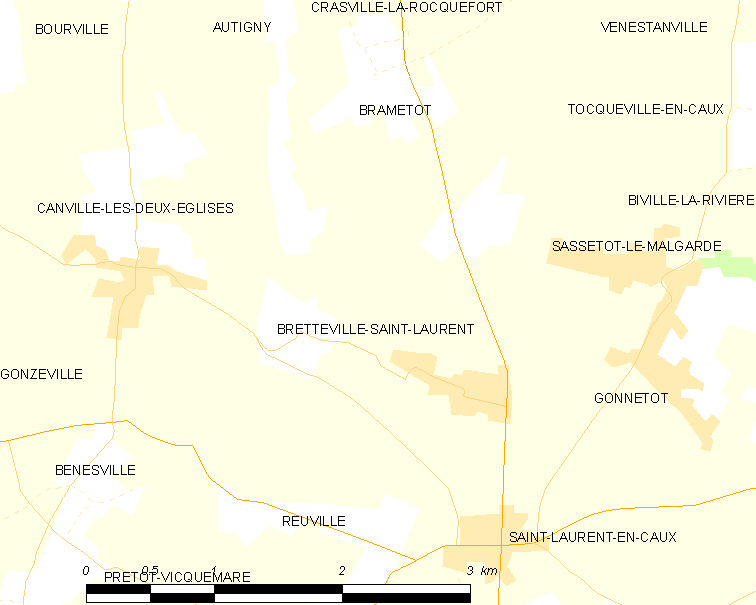
布雷特维尔圣洛朗的OSM定位图

布雷特维尔圣洛朗的时区为UTC+01:00、UTC+02:00（夏令时）。

## 行政
布雷特维尔圣洛朗的邮政编码为76560，INSEE市镇编码为76144。

## 政治
布雷特维尔圣洛朗所属的省级选区为伊沃托县。

## 人口

1962-2008年间布雷特维尔圣洛朗人口变化图示

布雷特维尔圣洛朗于2022年1月1日时的人口数量为164人。